# Paracalliactis valdiviae
Paracalliactis valdiviae är en havsanemonart som beskrevs av Oscar Henrik Carlgren 1928. Paracalliactis valdiviae ingår i släktet Paracalliactis och familjen Hormathiidae. Inga underarter finns listade i Catalogue of Life.